# Chân Lạp
Chân Lạp (giản thể: 真腊; phồn thể: 真臘; Hán-Việt: Chân Lạp; bính âm: Zhēnlà; Wade–Giles: Chen-la; tiếng Khmer: ចេនឡា) là nhà nước của người Khmer tồn tại trong giai đoạn từ khoảng năm 550 tới năm 802 trên phần phía nam của bán đảo Đông Dương gồm cả Campuchia và một số tỉnh phía Nam của Việt Nam hiện tại.
Triều đại các vị vua của Chân Lạp theo truyền thuyết có nguồn gốc từ nhân vật thần thoại Campu, lấy nàng Naga (con gái thần nước, biến từ rắn thành thiếu nữ). Từ "campu" cũng bắt nguồn cho tên gọi của Campuchia sau này.
Các vương quốc láng giềng xung quanh vào thời kỳ ban đầu là Chăm Pa ở phía đông, Phù Nam ở phía nam và Dvaravati (thuộc Thái Lan ngày nay) ở về phía tây bắc.
Ban đầu là một nhà nước chư hầu của Phù Nam (khoảng cho tới năm 550), trong vòng 60 năm sau đó nhà nước này đã giành được độc lập và dần dần lấn lướt Phù Nam. Đến thế kỷ 6 thì họ đã xâm chiếm được miền bắc của Phù Nam. Cuối cùng, trong thế kỷ 7 (khoảng giai đoạn 612-628), nhà nước này đã xâm chiếm toàn bộ Phù Nam, chiếm toàn bộ dân cư của nhà nước đó nhưng lại hấp thu nền văn hóa của họ. Năm 613, Ishanapura trở thành kinh đô đầu tiên của đế quốc mới.

## Lịch sử

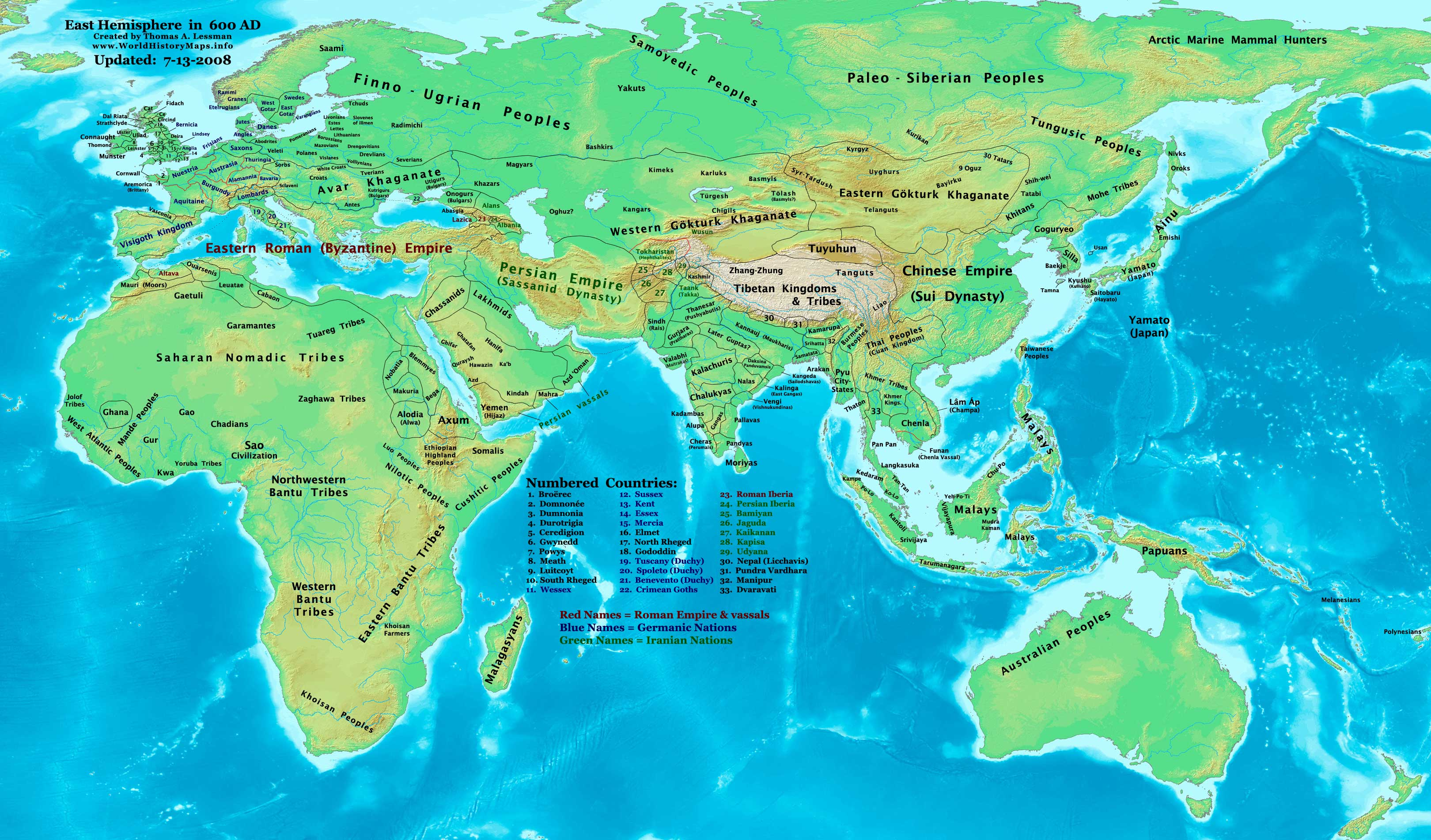
Chân Lạp - Phù Nam, vào năm 600

Người Khmer đã tiến tới sông Mê Kông từ phía bắc sông Chao Phraya thông qua Thung lũng sông Mun. Ban đầu người Khmer định cư trong một khu vực tương ứng với phần đất là miền trung và nam Lào cùng với vùng đông bắc Thái Lan ngày nay. Các ghi chép sử học Trung Hoa cổ đại đề cập tới hai vị vua, Shrutavarman (trị vì 435-495) và Shreshthavarman (trị vì 495-530), những người trị vì tại kinh đô Shreshthapura nằm ở miền nam Lào ngày nay, có lẽ trong khu vực cận kề Wat Phu gần Champasak. Đến thời vua Bhavavarman I (550-598) với kinh đô đặt tại Bhavapura (ngày nay có lẽ là khu vực Sambor Prei Kuk, tỉnh Kampong Thom, Campuchia), Chân Lạp bắt đầu một số chiến dịch chống lại Phù Nam. Sau khi Bhavavarman I chết năm 598, người anh em của ông là Citrasena (tên gọi khi trị vì là Mahendravarman, thực tế cầm quyền từ năm 590) đã tiếp tục công việc xâm chiếm Phù Nam. Ishanavarman I, con trai của Citrasena, đã hoàn thành công cuộc xâm chiếm vương quốc Phù Nam trong giai đoạn 612-628. Ông đổi tên kinh đô từ Bhavapura thành Ishanapura.
Sau khi vua Bhavavarman II chết năm 656, phần lớn Chân Lạp bị chia tách thành các tiểu quốc nhỏ độc lập. Vua Jayavarman I đã có những cố gắng để thống nhất đất nước và ông đã giành lại phần lớn phần lãnh thổ được vua Ishanavarman I cai trị trước đó.
Sau khi vua Jayavarman I chết năm 700, rối loạn trong vương quốc lại xảy ra và vương quốc lại bị chia nhỏ giữa nhiều thế lực cát cứ. Các sử liệu Trung Hoa thì cho rằng trong thế kỷ 8, Chân Lạp bị chia thành hai tiểu quốc là Lục Chân Lạp (với trung tâm của Lục Chân Lạp khi đó là tỉnh Champasak ngày nay của Lào) và Thủy Chân Lạp (tương ứng với khu vực đồng bằng sông Cửu Long ở Việt Nam và miền nam Campuchia ngày nay). Từ hai quốc gia này có lẽ lại tách ra thành một vài tiểu quốc khác, tiếp tục làm suy yếu Chân Lạp. Các tiểu quốc chủ yếu tại Thủy Chân Lạp là Shambupura, Vyadhapura, Souht Prei Veng, Bhavapura, với trung tâm tại Sambor Prei Kuk. Năm 716, Pushkaraksha, người cai trị Shambhupura (khu vực Kratie ngày nay) tuyên bố mình là vua của toàn bộ Kambuja. Cũng trong khoảng thời gian này, Shambhuvarman, con trai của Pushkaraksha, đã kiểm soát phần lớn Thủy Chân Lạp cho tới khi (cũng trong thế kỷ 8) người Mã Lai và người Java thống trị trên nhiều tiểu quốc Khmer. Cổ sử còn đề cập tới Rjendravarman I, con trai của Sambhuvarman và Mahipativarman, con trai của Rjendravarman I. Ông này có lẽ là vị vua bị người Java chặt đầu.

## Các vị vua Chân Lạp
| Thứ tự | Vua              | Trị vì  |
| 1      | Bhavavarman I    | 550–600 |
| 2      | Mohendravarman   | 600–616 |
| 3      | Isanavarman I    | 616–635 |
| 4      | Bhavavarman II   | 639–657 |
| 5      | Candravarman?    | ?       |
| 6      | Jayavarman I     | 657–690 |
| 7      | Queen Jayavedi   | 690–713 |
| 8      | Sambhuvarman     | 713–716 |
| 9      | Pushkaraksha     | 716–730 |
| 10     | Sambhuvarman     | 730–760 |
| 11     | Rajendravarman I | 760–780 |
| 12     | Mahipativarman   | 780–788 |